# Bob Anderson
Robert "Bob" Anderson, född 19 maj 1931 i Hendon i London, död 14 augusti 1967 i Northampton, var en brittisk racerförare.

## Racingkarriär
Anderson tävlade under 1950-talet i roadracing i 350cc. Hans bästa motorcykelresultat är andraplatsen bakom Geoff Duke i Sveriges GP 1958. I början av 1960-talet bytte han bilsport och Formel Junior (FJ) där han började tävla i en Lola. Han bytte sedan till Lotus och vann ett lopp på Montlhérybanan och kom tvåa i Monacos FJ-lopp.
Inför säsongen 1963 köpte han en begagnad Lola Mk4 från Reg Parnell (Bowmarker Racing Team) för att tävla i formel 1. Han körde i det privata stallet DW Racing Enterprises som han och hans franska hustru hade etablerat för ändamålet.
Säsongen 1964 bytte han till en Brabham. Han lyckades komma trea i Österrike där många tvingades bryta på grund av mekaniska problem till följd av den extremt guppiga Zeltwegbanan. Anderson fick motta Wolfgang von Trips Memorial Trophy som den mest framgångsrika rookien i F1 1964.
Anderson, som hade tänkt lägga av med racing 1967, körde av banan under en testkörning i vätan på Silverstone och kolliderade med ett funktionärsbås. Anderson fick allvarliga bröst- och nackskador och avled senare på Northamptons allmänna sjukhus.

## F1-karriär
| Säsong | Stall/Tillverkare                      | Poäng | Placering |
| ------ | -------------------------------------- | ----- | --------- |
| 1963   | DW Racing Enterprises (Lola-Climax)    | 0     | –         |
| 1964   | DW Racing Enterprises (Brabham-Climax) | 5     | 11        |
| 1965   | DW Racing Enterprises (Brabham-Climax) | 0     | –         |
| 1966   | DW Racing Enterprises (Brabham-Climax) | 1     | 17        |
| 1967   | DW Racing Enterprises (Brabham-Climax) | 2     | 16        |